# 織田信好
織田信好（?—1609年8月13日），織田信長的十男，母不詳。官位到從五位下，左京亮。幼名叫良好。
雖然身為信長的兒子，但1582年信長過世時，他年紀還非常小。長大以後被羽柴秀吉招攬，成為其家臣。1609年過世，法號清巖圓公德林院。